# Route nationale 366
Pour les articles homonymes, voir Route 366.
La route nationale 366 ou RN 366 était une route nationale française reliant Vervins à Reims. À la suite de la réforme de 1972, elle a été déclassée en RD 966.
Voir l'ancien tracé de la RN 366 sur Google Maps

## Ancien tracé de Vervins à Reims (D 966)
- Vervins
- Hary
- Vigneux-Hocquet
- Montcornet
- Dizy-le-Gros
- Nizy-le-Comte
- Lor
- Évergnicourt
- Neufchâtel-sur-Aisne
- Reims